# Dendrobium lawiense
Dendrobium lawiense är en orkidéart som beskrevs av Johannes Jacobus Smith. Dendrobium lawiense ingår i släktet Dendrobium, och familjen orkidéer. Inga underarter finns listade i Catalogue of Life.